# UMF Tindastóll (baloncesto)
El Ungmennafélag Tindastóll karfa (traducido como Club Juvenil Tindastóll Baloncesto), conocido como Tindastóll o Tindastóll Sauðárkrókur, es la sección de baloncesto masculino del club Ungmennafélagið Tindastóll, con sede en la localidad de Sauðárkrókur en Islandia.

## Historia
En 2015 y 2018, fue finalista del campeonato nacional islandés.
El 13 de enero de 2018, el club ganó su primer título importante cuando venció al KR Reykjavík en la final de la Copa de Islandia por 96-69.
El 30 de septiembre de 2018, el Tindastóll derrotó al KR en la Supercopa de Islandia, 103-72.

## Palmarés

### Títulos
- Bikarkeppni karla (Copas de Islandia)

Campeones (1): 2018
- Supercopa de Islandia (Supercopas de Islandia)

Campeones (1): 2018
- Copa de las Empresas

Campeones (2): 1999, 2012
- 1. deild karla (Segunda categoría)

Campeones (3): 1988, 2006, 2014
- 2. deild karla (Tercera categoría)

Campeones (1): 1986

## Jugadores

### Jugadores destacados
| - Mamadou Samb - Antonio Hester - Michael Ojo - Chris Caird - David Aliu - Axel Kárason - Brynjar Björnsson - Danero Thomas - Darrel Lewis - Eyjólfur Sverrisson | - Hinrik Gunnarsson - Kári Marísson - Kristinn Friðriksson - Páll Kolbeinsson - Pétur Guðmundsson - Pétur Birgisson - Sean Cunningham - Sigtryggur Björnsson - Sverrir Sverrisson - Valur Ingimundarson |